# 広場

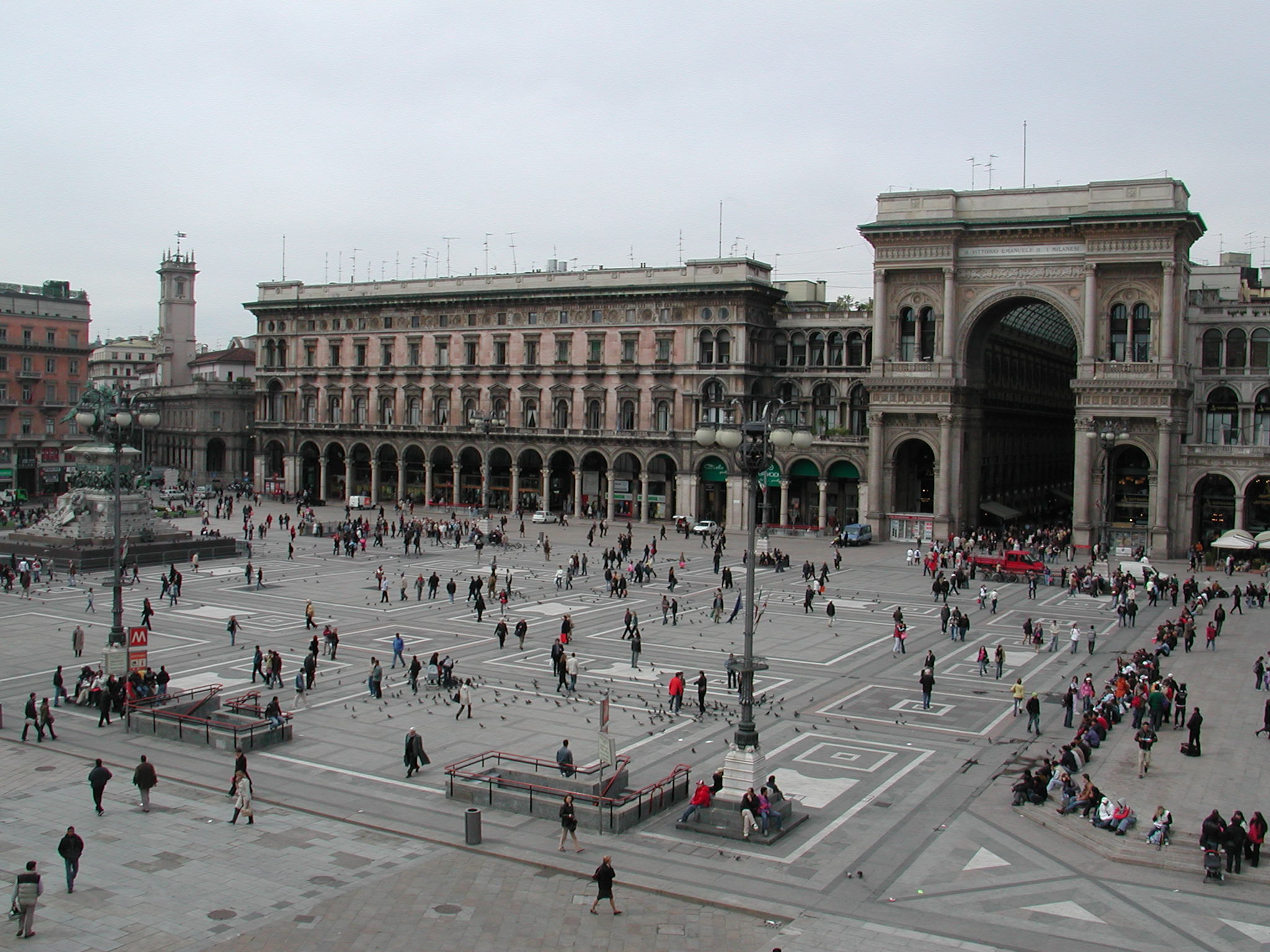
ミラノのドゥオモ広場

広場（ひろば、英語: plaza）は、広く開けた場所。特に都市等において集会やレクリエーションなどの機能をもつよう設備された広く平らな場所・歩行者空間のことである。

## 欧州の広場

### 歴史
古代ギリシアでは紀元前8世紀頃に小部族ごとに居住していたギリシャ人が散在する平野ごとに集住するようになった。集落がポリス（都市国家、国家共同体）に成長すると、中心にアゴラと呼ばれる広場が形成されるようになった。
また、古代ローマでは紀元前6世紀に王、元老院、市民集会の三権分立体制をとる共和政国家が成立したが、兵士の役割の増大により平民の政治的要求が高まり、市民が活動するための公共領域がフォーラム（フォルム、フォロ）を中心に強化された。
街路や広場の計画などの都市計画で比較すると、ギリシャでは自然の地形に沿った形態が尊重されたのに対し、ローマでは整地して整形の広場を設ける傾向があり大通りが交差する地点に3対2の大きさの広場が設けられることが多かった。

### 広場の機能
- 散策や休憩をしたり、知り合いと会話を交わす都市における憩いの場
- 市民集会の場:広場は都市の本質そのものであるとも言われ、民主的世論が形成される場であると主張する者もいる[2]。
- 政治的・宗教的な儀式や行事が行われる場、権力者の権威を示す場（中世ヨーロッパなどで公開処刑が行われることがあった）
- 戦勝の記念（世界の勝利広場）

### 広場の分類
広場は宗教的広場、政治的広場、商業的広場などに分類される。
宗教的広場
ルネサンス期またはそれ以前の広場の多くは何らかの形で教会建物と関連して形成された。バロック期の広場には中心に象徴的に教会が建てられる例が多くみられる。
政治的広場
古代に政治、司法、商業の中心地として建設され、広場の周囲は柱廊で張り巡らされ、さらに大聖堂、神殿、公共建築物などが取り囲んでいる広場。
商業的広場
古代の遺構を再利用した建物などに取り囲まれ、食料品市場、ジャズフェスティバルなどの各種イベントに利用されるオープンスペースとして利用されている広場。

## 日本の広場

### 定義
国土交通省の「都市計画運用指針」
 では公園、緑地等とともに公共空地として、次のとおりに扱っている。

### 形態

#### 交通広場と駅前広場
上記「都市計画運用指針」ではその他交通施設として通路とともに交通広場というものがあり、次の事項をとりあげている。
交通広場の計画
1. 交通広場の位置
2. 交通広場の規模、構造等
3. 交通広場の立体利用

なお、その他交通施設とは「都市計画に定める都市施設の種類については、法第11条及び令第5条において定められているが、その他交通施設として、空港、軌道（都市高速鉄道に該当するものを除き、路面電車は含まれる。）、通路（道路に該当するものを除く。）、交通広場（道路、広場に該当するものを除く。）が考えられるので、必要に応じ都市計画に定めることが望ましい。」とし、3．交通広場（1）に、交通広場の都市計画の考え方 を示している。
交通広場は交通施設と都市計画道路との結節点であり、交通の集中発生量が多く、これらを円滑に処理するだけではなく、都市の玄関として美観施設を備えた幹線街路つまり広場型の道路である。ロータリーと呼ばれることも多く、駅前にある場合は特に駅前広場と呼ばれるが、これは交通広場である。駅前広場は、道路に附属する交通広場として決定する都市施設であり、交通のニーズにあった充分な空間や機能の確保を図るとともに、都市の「顔」としてのシンボル性、オープンスペースとしての役割にも配慮した整備を進める必要があるが、駅前広場をはじめとする交通結節施設は、異種の交通機関を相互に連絡し、多様な交通需要に対応した体系的な交通サービスを提供する拠点である。
以下は駅前広場の例
- 北彩都あさひかわ#旭川駅周辺土地区画整理事業
- 新宿駅西口地下広場 - 新宿駅西口地下一帯の送迎車乗降部分を含む歩行者空間
- 新橋駅駅前広場「SL広場」
- 富士山せせらぎ広場 - 静岡県富士宮市にある駅前広場
- つくば駅駅前広場・つくばセンター広場
- 姫路駅前広場・サンクンガーデン - 兵庫県姫路市
- サンポート高松 - 高松駅前広場・多目的広場
- 那覇新都心交通広場・おもろまち駅おもろまち交通広場　沖縄県那覇市おもろまち4丁目

 ウィキメディア・コモンズには、日本の駅前広場に関するカテゴリがあります。

#### 境内
日本では寺社の境内が近世以前からオープンスペースとして機能していた。中世には自治活動の中心となり、時には一揆の拠点ともなった。また、境内では芸能の興行も行われ農民の娯楽の場所にもなっていた。

#### ポケットパーク
ポケットパークは都市計画法にも定められている小規模公園で、集合住宅やバス停などの脇、複数の道で区画された小角地などに整備されている。

#### 橋詰広場
橋詰とは、橋のたもとを指す。都心に立地する橋では、橋詰めに生じる空間に広場を整備し、景観的に好立地である橋の特色を活用した空間整備の試みが積極的に行われている。東京の日本橋は、1980年（昭和55年）の修繕時に景観整備として4箇所の橋詰めに広場が新設された。橋詰めの地盤を掘り下げて広い大理石のテラスにし側面からも橋が眺められるようになり、また水を滝のように流す壁泉を造り、樹木を配置し、夜間はライトアップされて、演奏会や観光のための人力車による橋巡などのイベントも行われている。

#### 広場公園
日本では建設省都市局が、1980年（昭和55年）にモデル事業として広場公園事業をスタートさせている。主として商業・業務系の土地利用が行われる地域において都市の景観の向上、周辺施設利用者のための休息等の利用に供すること、にぎわいの創出や市民の休息、鑑賞に資するために、市街地の駅周辺に配置する公園。繁華街の中に担保性のある広場を設けるのがねらい。横浜市の開港広場や埼玉県川口市の樹モール・コミュニティプラザなどがある。
モデル事業初年度につくられたものは、開港広場記念公園のほかに、千葉市に吾妻広場公園、新港市に末広広場公園、金沢市に片町広場公園、長野市に買物広場公園、神戸市にゆけむり公園、である。

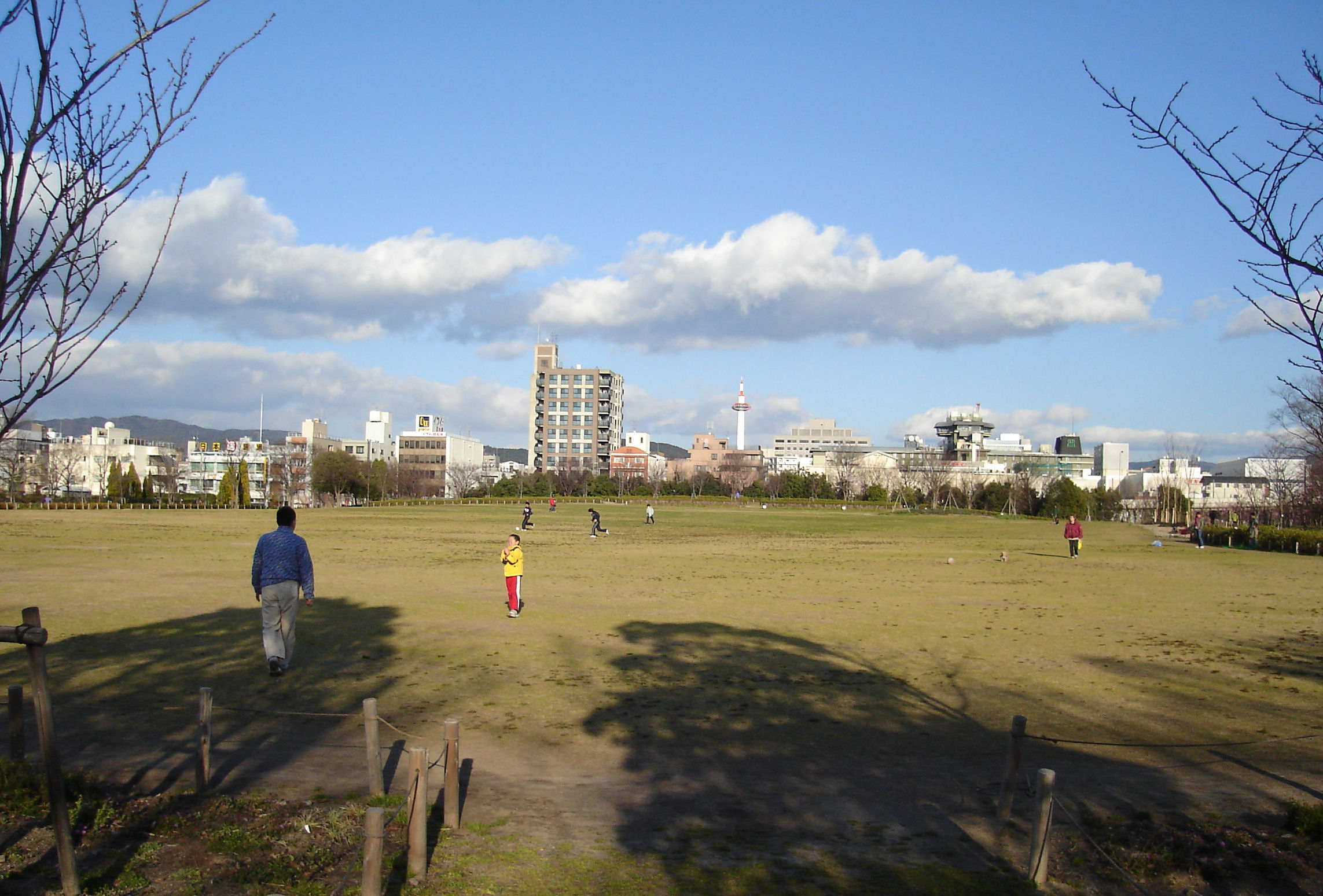
梅小路公園 芝生広場

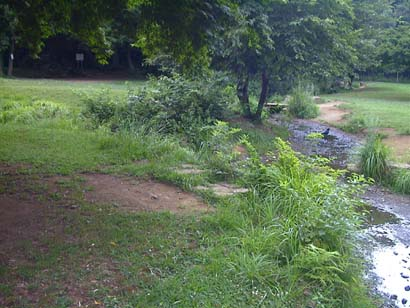
都立野川公園わき水広場

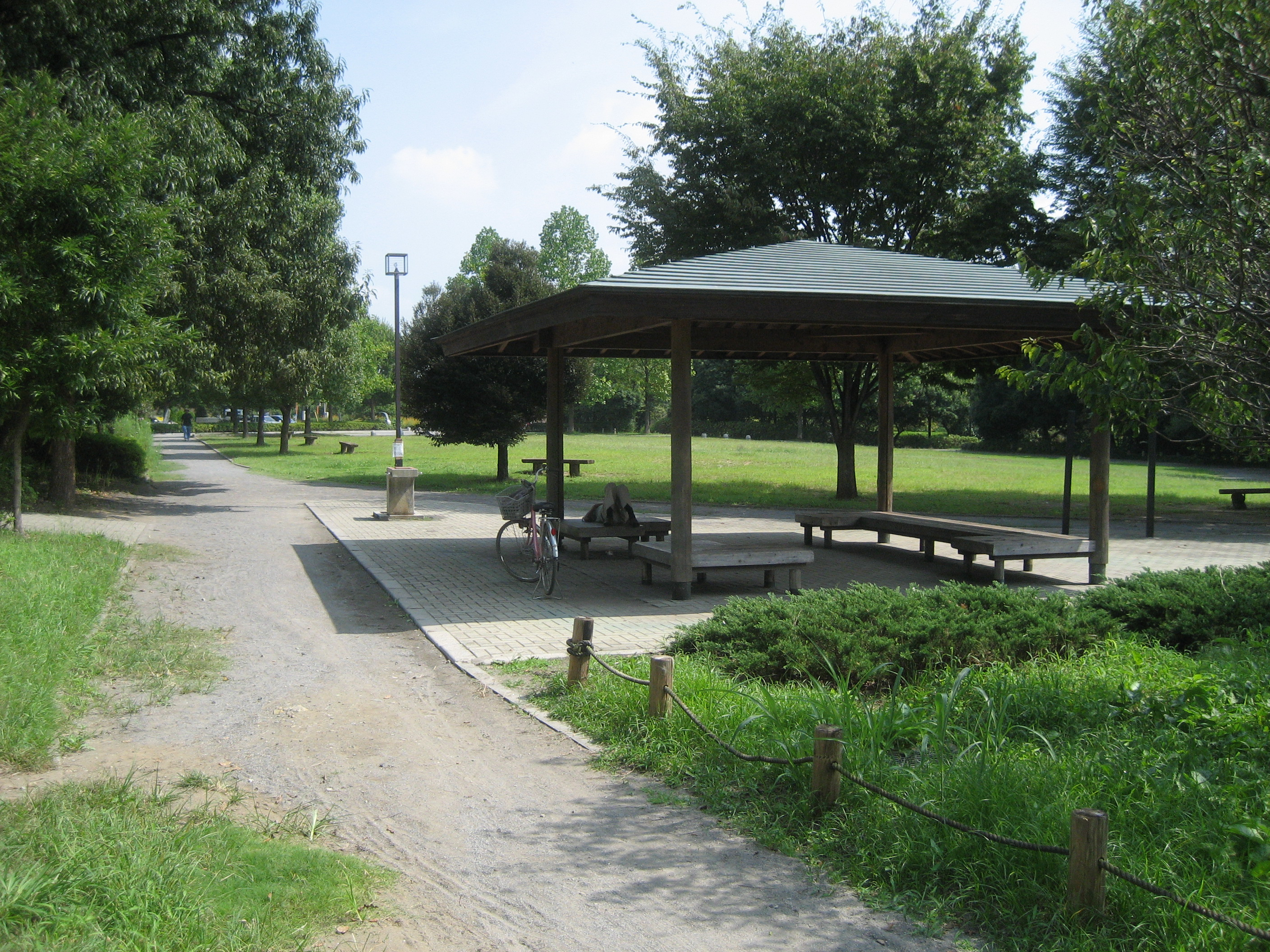
越谷梅林公園広場

## 広場の評価
ニューヨークのパブリックスペース・プロジェクトは、「最良」の公共の場として、世界中の広場のなかから60の広場を選んだ。選出された広場は、極めて異なる文化圏に点在しているにもかかわらず、共通する要素が見られるという。それは、アーケードあるいは広場の隅にそれに見合う休憩所があること、適度な広さであること(広すぎず、狭すぎないこと)、感覚的に心地よいと感じる序列があることである。

## 主な広場

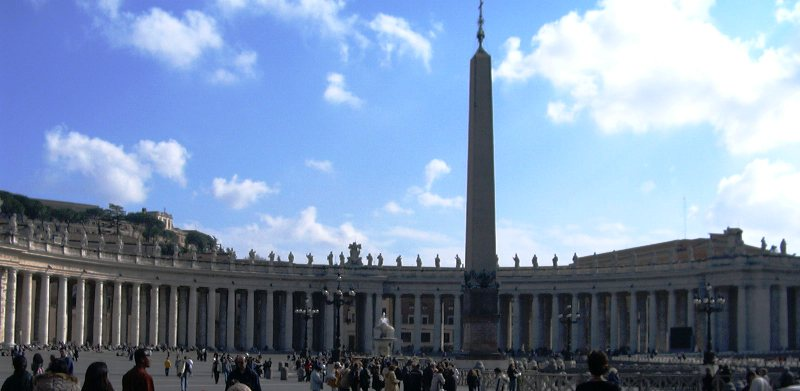
サン・ピエトロ広場

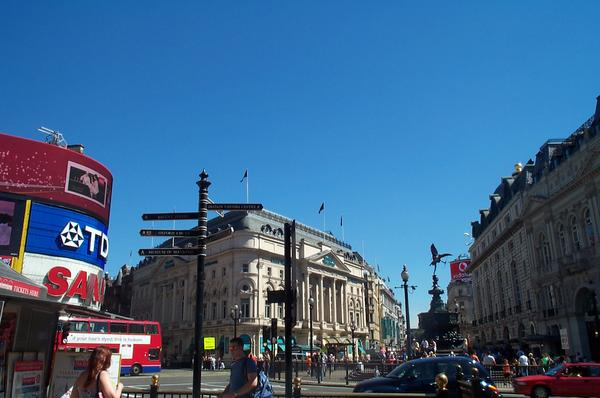
ピカデリー・サーカス

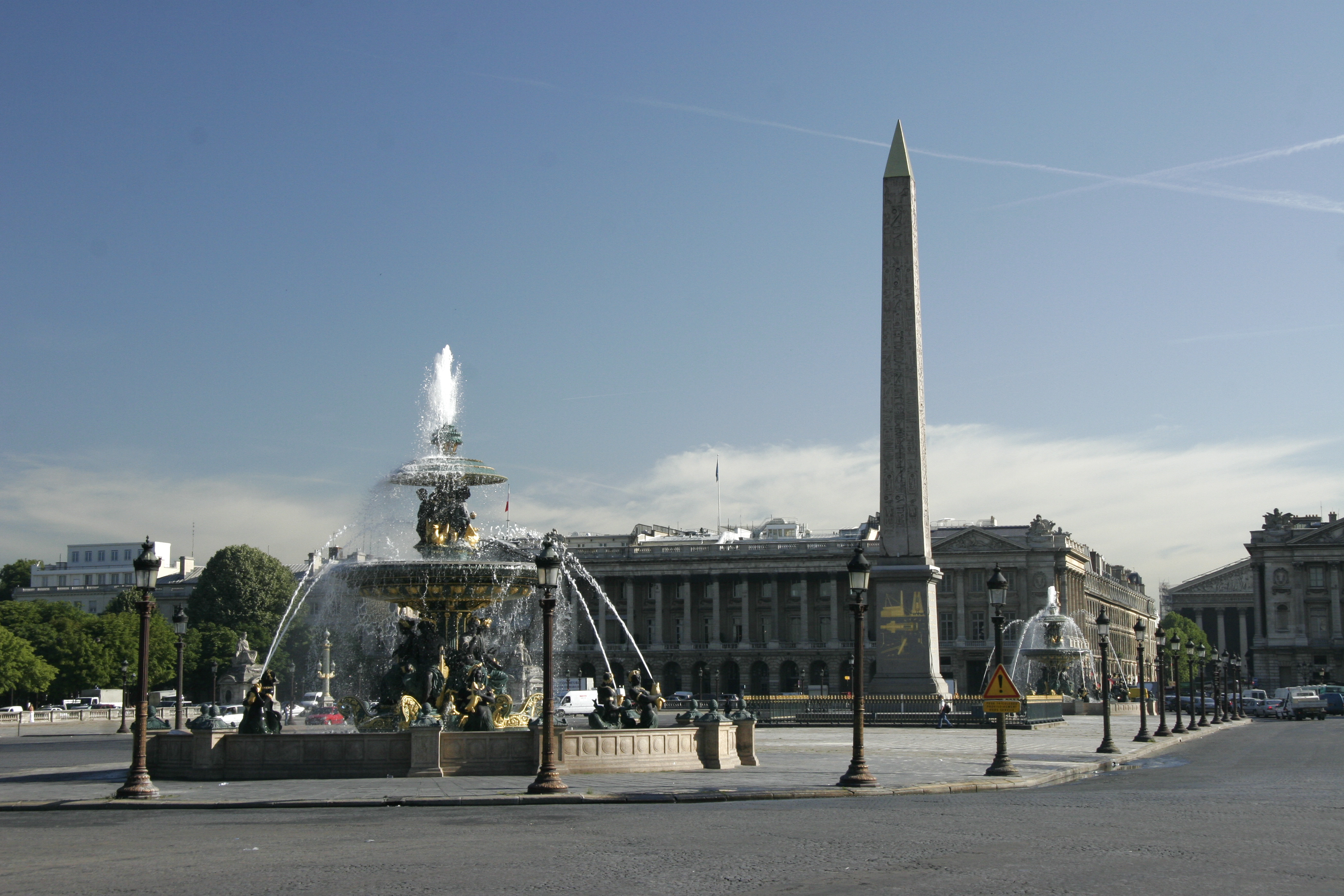
コンコルド広場

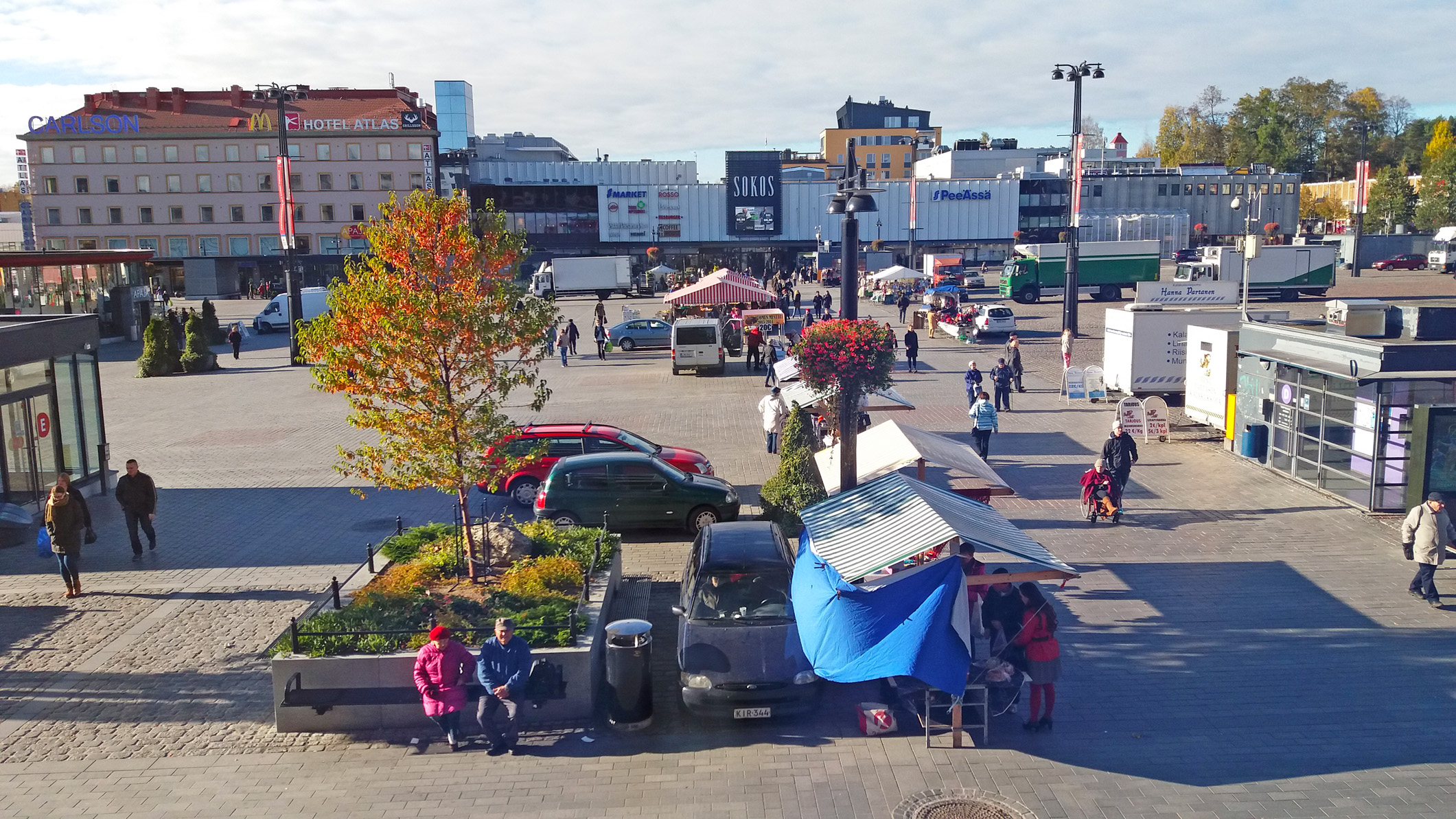
クオピオマーケットスクエア

### ヨーロッパ
- 古代ギリシア
  - アゴラ
- 古代ローマ
  - フォルム
  - フォルム (アルル)
- ギリシャ
  - シンタグマ広場（アテネ）
  - オモニア広場（アテネ）
- イタリア
  - サン・マルコ広場（ヴェネツィア）
  - カンピドリオ広場（ローマ）
  - スペイン広場（ローマ）
  - ポポロ広場（ローマ）
  - ヴィットーリオ・エマヌエーレ2世広場（ローマ）
  - ヴェネツィア広場（ローマ）
  - ヴェローナ市街#シニョーリ広場（ローマ）
  - バルベリーニ広場（ローマ）
  - トッレ・アルジェンティーナ広場（ローマ）
  - ナヴォーナ広場（ローマ）
  - 共和国広場（ローマ）
  - ロレート広場（ミラノ）
  - ドゥオモ広場（ミラノ）
  - フィレンツェ歴史地区大聖堂広場
  - シニョリーア広場（フィレンツェ）
  - ピサのドゥオモ広場（ピサ）
  - ダンテ広場（ヴェローナ、グロッセート）
  - アンフィテアトロ広場（ルッカ）
  - カンポ広場（シエーナ）
  - サント・ステファノ広場（英語版）（ボローニャ）
- バチカン市国
  - サン・ピエトロ広場
  - サン・ピエトロ大聖堂レッタ広場
- マルタ
  - 独立広場（ゴゾ島ヴィクトリア）
- サンマリノ共和国
  - リベルタ広場（サンマリノ）
- モナコ
  - カジノ広場（モンテカルロ）
- スペイン
  - スペイン広場（マドリード）
  - オリエンテ広場（マドリード）
  - カタルーニャ広場（バルセロナ）
  - シベーレス広場（マドリード）
  - スペイン広場 (セビリア)（セビリア）
  - ビリャ広場（マドリード）
  - マヨール広場 (マドリード)（マドリード、セントロ）
- ポルトガル
  - コメルシオ広場（リスボン）
  - フィゲイラ広場（リスボン）
  - ロシオ広場（リスボン）
- イギリス
  - トラファルガー広場（ロンドン）
  - ピカデリーサーカス（ロンドン）
  - レスター・スクウェア
  - ラッセル・スクウェア（ロンドン）
  - タヴィストック広場（ロンドン）
  - ジョージ広場（スコットランド・グラスゴー）
  - プリンセス広場（スコットランド・グラスゴー）
  - 第一新市街シャーロット広場（エディンバラ）
- アイルランド
  - クライストチャーチ大聖堂前広場（ダブリン）
  - 中央広場（デリー旧市街）
- フランス
  - ヴィクトワール広場（パリ）
  - コンコルド広場（パリ）
  - シャルル・ド・ゴール広場（パリ）
  - テルトル広場（パリ）
  - カルーゼル広場（パリ）
  - バスティーユ広場（パリ）
  - ヴァンドーム広場（パリ）
  - テルトル広場（パリ）
  - スタニスラス広場、カリエール広場、アリアンス広場（ロレーヌ地方ナンシー）
  - ベルクール広場（リヨン）
  - 月の港ボルドー#ブルス広場（ボルドー）
- ベルギー
  - ブリュッセルのグラン＝プラス（ブリュッセル）
  - ブルッヘ・マルクト広場（ブルッヘ）
- オランダ
  - ダム広場（アムステルダム）
  - レンブラント広場（アムステルダム）
  - ワーテルロー広場（アムステルダム）
  - ライツェ広場（アムステルダム）
- ルクセンブルク
  - クレール・フォンテーヌ広場
  - 憲法広場
- ドイツ
  - ポツダム広場（ベルリン）
  - マリエン広場（ミュンヘン）
  - アレクサンダー広場（ベルリン）
  - ヴュルツブルクのレジデンツ庭園群と広場（アーヘン）
  - マルクト広場（ブレーメン）
  - 劇場広場 (ヴァイマル) (ヴァイマル)
- オーストリア
  - ウィーン市庁舎前広場（ウィーン）
- スイス
  - 連邦広場（ベルン）
  - ハイテルン広場（ツォフィンゲン）
- チェコ
  - ヴァーツラフ広場（プラハ）
  - 旧市街広場（プラハ）
- スロバキア
  - 中央広場（ブラチスラバ旧市街）
  - マリアンスケ広場（ジリナ）
  - 市庁舎広場（バルデヨフ）
- ポーランド
  - ピウスツキ広場（独立広場）
  - 中央市場広場（英語版）（クラクフ）
- エストニア
  - 市庁舎広場（タリン）
- リトアニア
  - 大聖堂広場（ヴィリニュス）
  - ヴィータウタス大公戦争博物館前ヴィエニーベス広場（カウナス）
- ラトビア
  - 大聖堂広場（リガ）
- デンマーク
  - コンゲンス・ニュートー広場（コペンハーゲン）
- スウェーデン
  - 大広場（ストックホルム）
  - ノルマルム広場（ストックホルム）
  - グスタフ・アドルフ広場（ストックホルム）
- ノルウェー
  - 国会前広場（オスロ）
- フィンランド
  - ヘルシンキマーケット広場（ヘルシンキ）
  - 元老院広場（ヘルシンキ）
  - クオピオマーケット広場（英語版） (クオピオ)
- アイスランド
  - 国会議事堂ライキャルトルグ広場
- ルーマニア
  - 革命広場（ブカレスト）
- ハンガリー
  - 英雄広場（ブダペスト）
  - エルジェーベト広場（ブダペスト）
- クロアチア
  - イェラチッチ広場（ザグレブ）
  - ルジャ広場（ドブロブニク旧市街）
- セルビア
  - ベオグラードの通りと広場（ベオグラード）
  - 共和国広場（ベオグラード）
- スロベニア
  - プレシェーレン広場（リュブリャナ）
- ロシア（連邦内の共和国を含む）
  - 赤の広場（モスクワ） - 赤の広場はモスクワ以外にもある。ロシア語版の曖昧さ回避を参照。
  - 円形広場（ロシア語版）（カレリア共和国・ペトロザヴォーツク） - 正式名称はレーニン広場。
  - 宮殿広場（サンクトペテルブルク）
  - 芸術広場（ロシア語版）（サンクトペテルブルク）
  - 元老院広場（サンクトペテルブルク） - 旧デカブリスト広場。
  - スサーニン広場（ロシア語版）（コストロマ）
  - ソビエト広場 (ウラン・ウデ)（ロシア語版）（ブリヤート共和国 ウラン・ウデ） - 世界最大のレーニンの頭像（ロシア語版記事）がある。
  - ピオネール広場（ロシア語版）（サンクトペテルブルク） - ドストエフスキーが公開処刑されかけた、セミョーノフスキー練兵場跡地。
  - プーシキン広場（ロシア語版）（モスクワ）
  - マネージュ広場（モスクワ）
  - レーニン広場（ロシア各地）
  - 労働広場（ロシア語版）（サンクトペテルブルク） - トゥルダ広場とも。
- ウクライナ
  - 独立広場（キエフ）
  - ミハイロフ広場（キエフ）
- ベラルーシ
  - 独立広場（ミンスク）
- グルジア
  - 議会前広場
- アルメニア
  - 共和国広場（エレバン）
- モルドバ
  - 開放広場（キシナウ）
- 南オセチア
  - 州議会議事堂前広場（ツヒンヴァリ）

### アジア
- 日本
  - 皇居前広場（東京）
  - 東京駅前 (東京)
  - SL広場 (東京)
  - 汐留イタリア街  (東京)
  - 渋谷駅前 (東京)
  - 歌舞伎町シネシティ広場（東京）
  - 京都市役所前広場 (京都)
  - 大通公園（札幌）
  - 北三条広場（札幌）
  - 横浜赤レンガ倉庫イベント広場（横浜）
  - 久屋大通公園（名古屋）
  - 福岡市役所西側ふれあい広場（福岡）
  - 勾当台公園  (仙台)
  - 館林城ゆめ広場（群馬）
  - グラングリーン大阪（大阪）
- 中華民国（台湾）
  - 自由広場（台北）
  - 市民広場（台北）
  - 新北市市民広場（新北市）
- 中華人民共和国
  - 天安門広場（北京）
  - エディンバラ広場（香港特別行政区・香港島）
  - マカオ歴史地区#広場（マカオ）
  - 人民広場（上海）
  - 星海広場（大連）- 世界最大の広場
  - 大連中山広場（大連）
  - 西安路大連和平広場
- 朝鮮民主主義人民共和国
  - 金日成広場（平壌）
- 大韓民国
  - ソウル広場（ソウル）
  - 光化門広場（ソウル） - 朴槿恵大統領退陣100万人デモの舞台となった場所。
- インド
  - パタン旧王宮広場
  - 中央広場（デリー）
  - ジャーマー・マスジド前広場（オールドデリー）
  - コンノート広場（デリー）
- パキスタン
  - ファイサル・モスク前広場（イスラマバード）
- トルクメニスタン
  - アザディ広場（アシガバート）
- ウズベキスタン
  - アミール・ティムール広場（タシュケント）
  - レギスタン広場（サマルカンド）
- タジキスタン
  - 友情広場（ドゥシャンベ）
- カザフスタン
  - プガチョフ広場（オラル）
- キルギスタン
  - アラ・トゥー広場（ビシュケク）
- アフガニスタン
  - シャヒダーヌチャウク（殉教者の広場）（カンダハール）
- アゼルバイジャン
  - 政府庁舎前広場（バクー）
- モンゴル
  - スフバートル広場（ウランバートル）
- ネパール
  - ダルバール広場またはダルパール広場（カトマンズ、パタン、バクタプルにそれぞれある王宮広場）
- イエメン
  - バーバルヤマン広場　サナア
  - 自由広場　タイズ
- マレーシア
  - ムルデカ広場（クアラルンプール） - 独立広場とも呼ばれている。
  - プトラ広場（プトラジャヤ）
- インドネシア
  - ムルデカ広場（ジャカルタ）
- ベトナム
  - バーディン広場（ハノイ）
- ラオス
  - ナンプ広場（ビエンチャン）
  - タートルアン広場（ビエンチャン）
  - パトゥーサイ広場（ビエンチャン）
- ミャンマー
  - ヤンゴン市庁舎前広場
- カンボジア
  - 王宮前広場（プノンペン)
  - プノンペン-沖縄友好広場（プノンペン)
- タイ
  - 王宮前広場（バンコク）
- シンガポール
  - ラッフルズ広場
- オマーン
  - ソハールの広場
- トルコ
  - タクスィム広場（イスタンブール）
- レバノン
  - ネジュメ広場（ベイルート）
- バーレーン
  - 真珠広場 (マナーマ)
- シリア
  - マルジェ広場（ダマスカス）
  - ユーセフ・アル・アズメ広場
  - アーシー広場　ハマー
- ヨルダン
  - アブダリ広場（アンマン）
- サウジアラビア
  - 首切り広場（リヤド）
- イラン
  - イマーム広場（エスファハーン）
  - アーザーディー広場（テヘラン）
  - サーデギーイェ広場（テヘラン）
  - エマームホメイニ広場（テヘラン）
  - ヴァリーイェ・アスル 広場（テヘラン）
  - トゥープハーネ広場（テヘラン）
  - ファーテミー広場（テヘラン）
- イラク
  - ジュムフーリーヤ広場
- アラブ首長国連邦
  - 噴水広場（ドバイ）

### オセアニア
- オーストラリア
  - ビクトリア広場（アデレード）
  - 連邦広場フェデレーション・スクエア（メルボルン）
  - アンザック戦争記念広場（ブリズベン）
- フィジー
  - ウンベルト一世広場
- ニュージーランド
  - クライストチャーチ・シティ・センター大聖堂前広場（クライストチャーチ）
- ニューカレドニア
  - ココティエ広場（ヌーメア）
- グアム
  - スペイン広場（ハガニア）

### 南北アメリカ
- アメリカ合衆国
  - ラファイエット広場（ワシントンD.C.）
  - ワシントン記念塔広場（ワシントンD.C.）
  - スワード広場（ワシントンD.C.）
  - リンカーン記念堂（ワシントンD.C.） - 同記念堂の前は広場になっており、1963年にキング牧師の演説が行われた場所として有名。
  - ヴァーノン広場（ワシントンD.C.）
  - タイムズスクエア（ニューヨーク）
  - コロンバスサークル（ニューヨーク）
  - コンゴ・スクウェア（ニューオーリンズ）
  - シカゴ・デイリー・プラザ（シカゴ）
  - サンフランシスコ・ユニオンスクエア（英語版）（サンフランシスコ）
- カナダ
  - 連邦広場（オタワ）
- メキシコ
  - ソカロ広場（メキシコシティ）
- エルサルバドル
  - バリオス広場（サンサルバドル）
- パナマ
  - エレーラ広場（パナマシティ）
- コスタリカ
  - 文化広場（サンホセ）
- コロンビア
  - ボリバル広場（ボゴタ）
- ベネズエラ
  - フランシア広場（チャカオ）
  - ボリバル広場（カラカス）
  - ベネスエラ広場（カラカス）
- ペルー
  - ボリバル広場（リマ）
- チリ
  - アルマス広場（サンティアゴ）
- ブラジル
  - 三権広場（ブラジリア）
  - カリオカ広場（リオデジャネイロ）
- アルゼンチン
  - 五月広場（ブエノスアイレス）
- パラグアイ
  - アルマス広場（アスンシオン）
- ウルグアイ
  - 独立広場（モンテビデオ）
- セントクリストファー・ネイビス
  - 独立広場（Independence Square）（バセテール）
- キューバ
  - 革命広場（ハバナ）
- バハマ
  - 国会広場（ナッソー）

### アフリカ
- エジプト
  - タハリール広場（カイロ）
- リビア
  - 殉教者広場（トリポリ）
- アルジェリア
  - マルティン広場（アルジェ）
- モロッコ
  - ジャマ・エル・フナ広場（マラケシュ）
- ガンビア
  - アルバート広場（バンジュール）
- ナイジェリア
  - イーグル広場（アブジャ）
- コンゴ民主共和国
  - ヴィクトワール広場（キンシャサ）
- ケニア
  - 中央広場（マリンディ）
- ジンバブエ
  - ユニティ広場（ハラレ）
- 南アフリカ
  - チャーチ・スクエア（プレトリア）
  - ハウテンのサミー マークス スクエア（ヨハネスブルグ）
  - ハウテンのストリドム スクエア（ヨハネスブルグ）
  - ハウテンのチャーチ広場（ヨハネスブルグ）

## 広場の名称と各種施設等

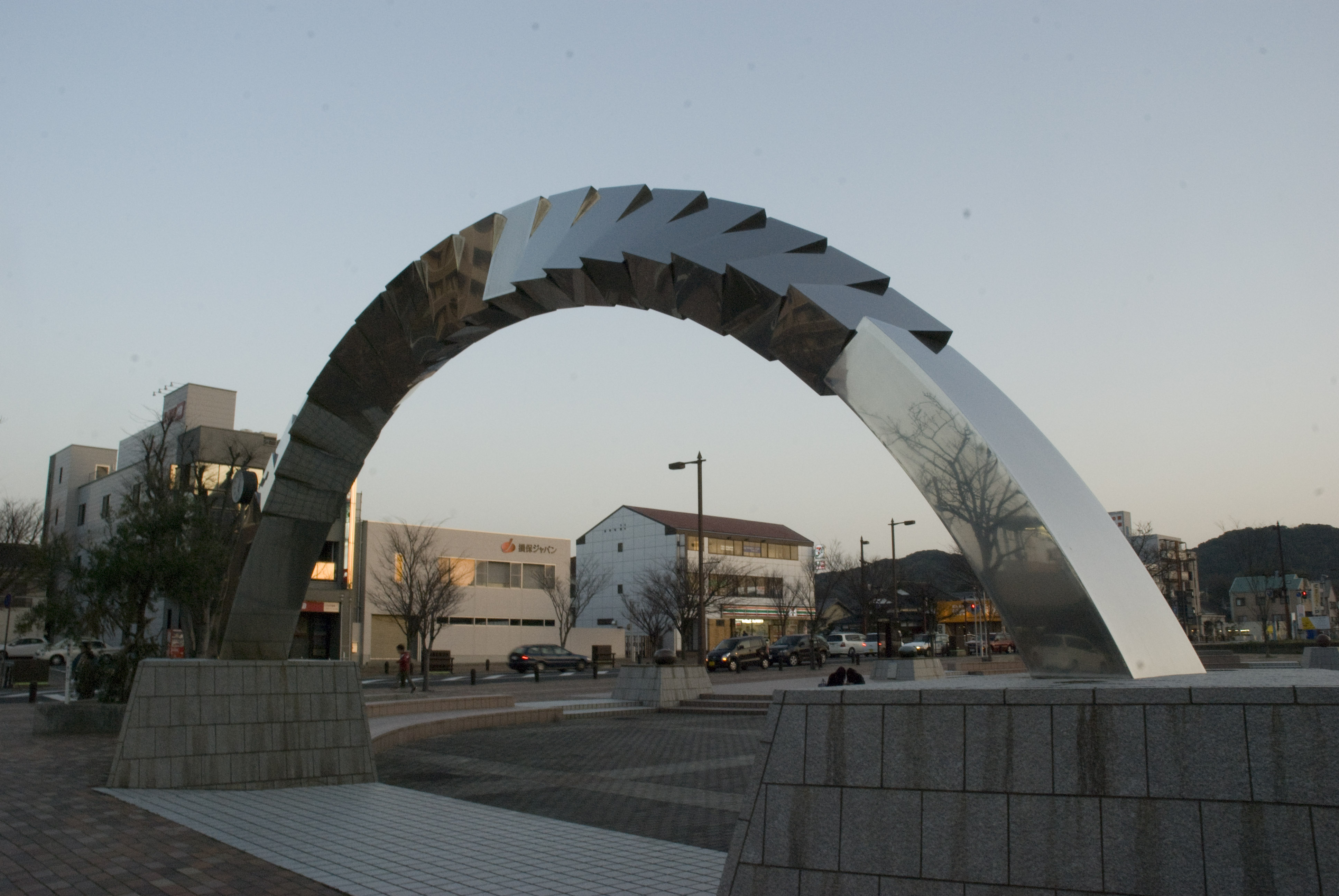
唐津市近代図書館前広場

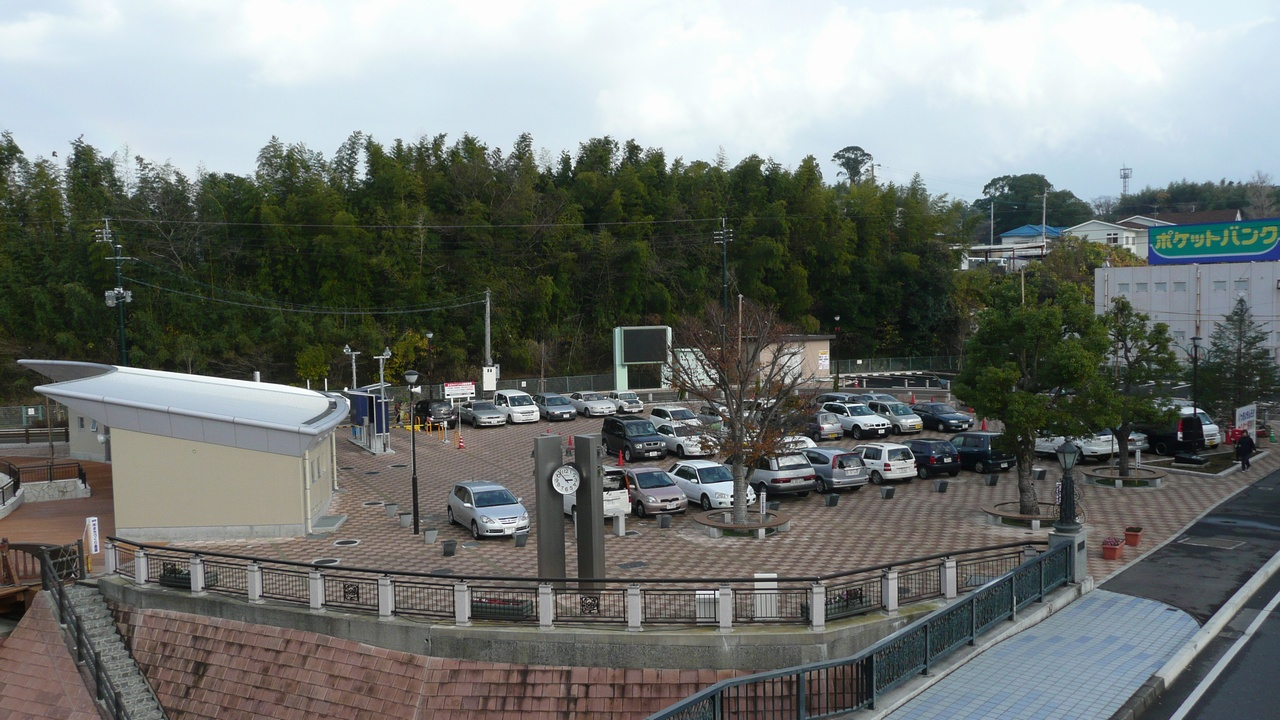
かのやイベント広場（リナシティかのや内）鹿屋市役所跡地

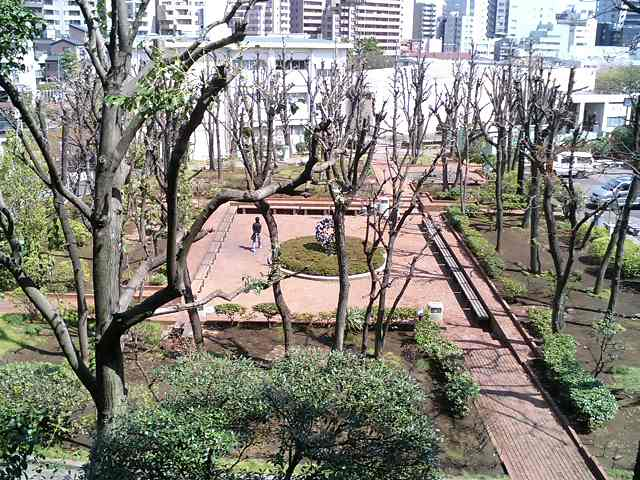
拓殖大学文京キャンパス 五丈原広場

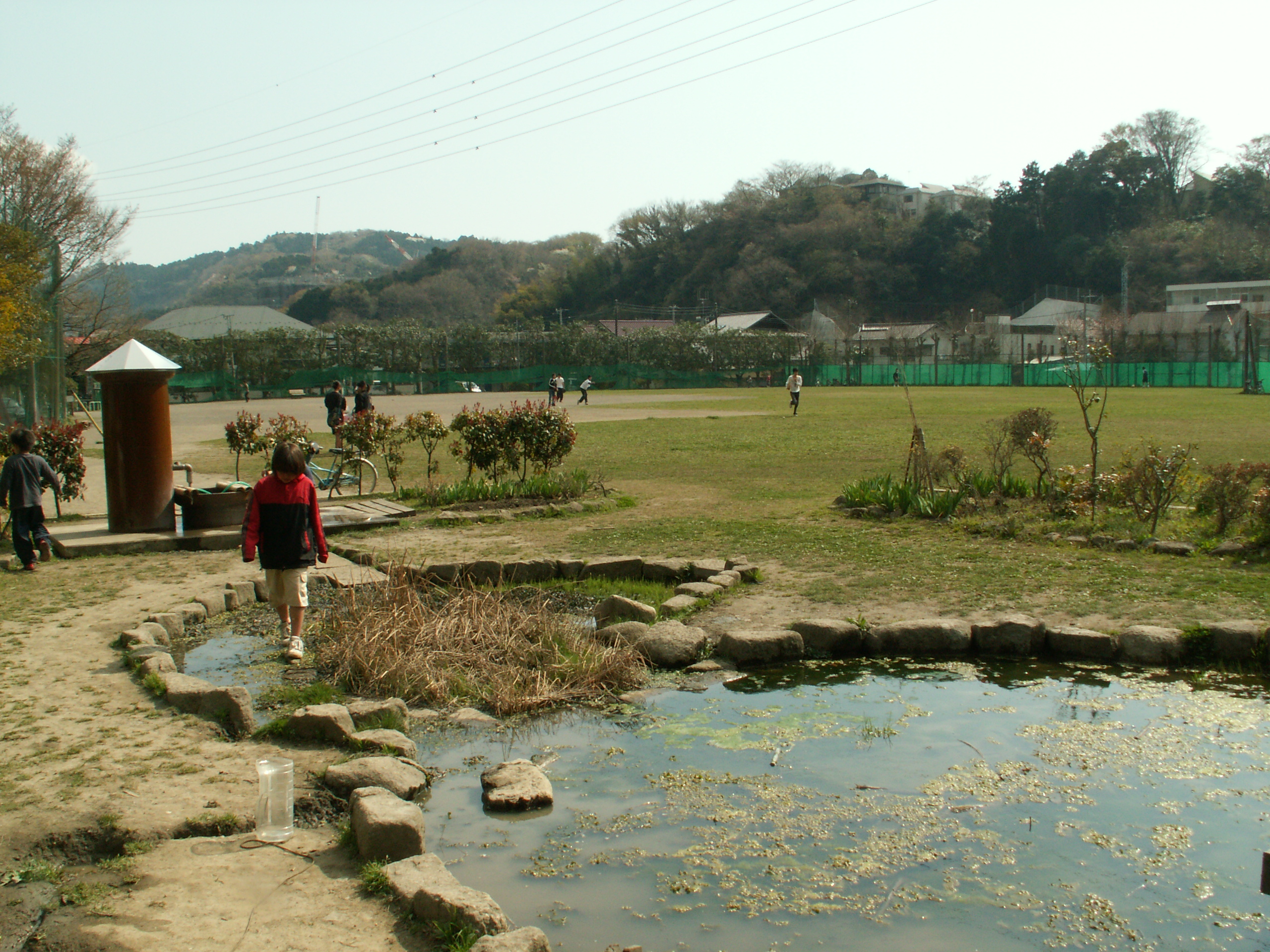
いわせ下関こども広場（旧鎌倉食用蛙養殖場）

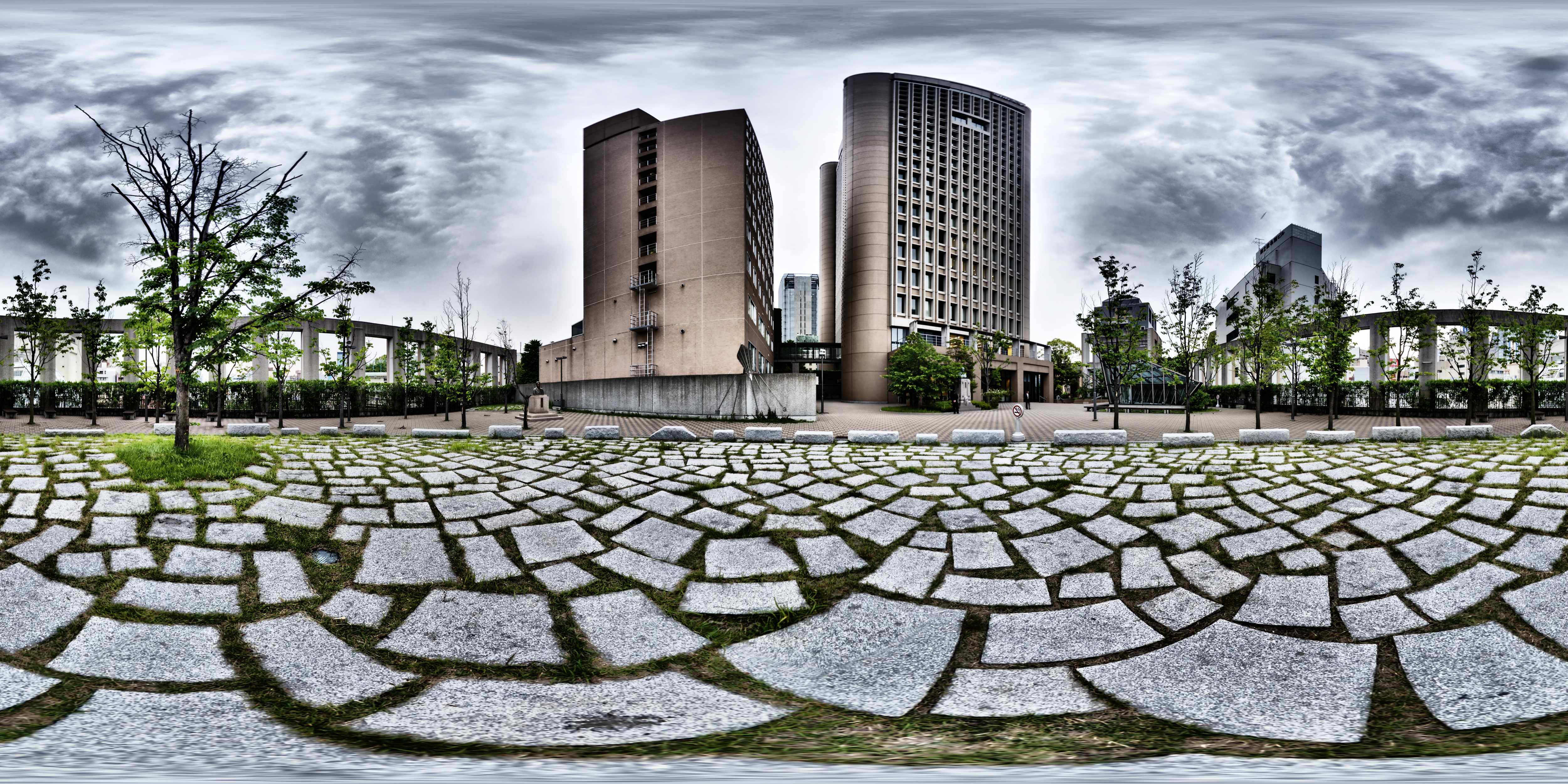
明治大学陽だまり広場

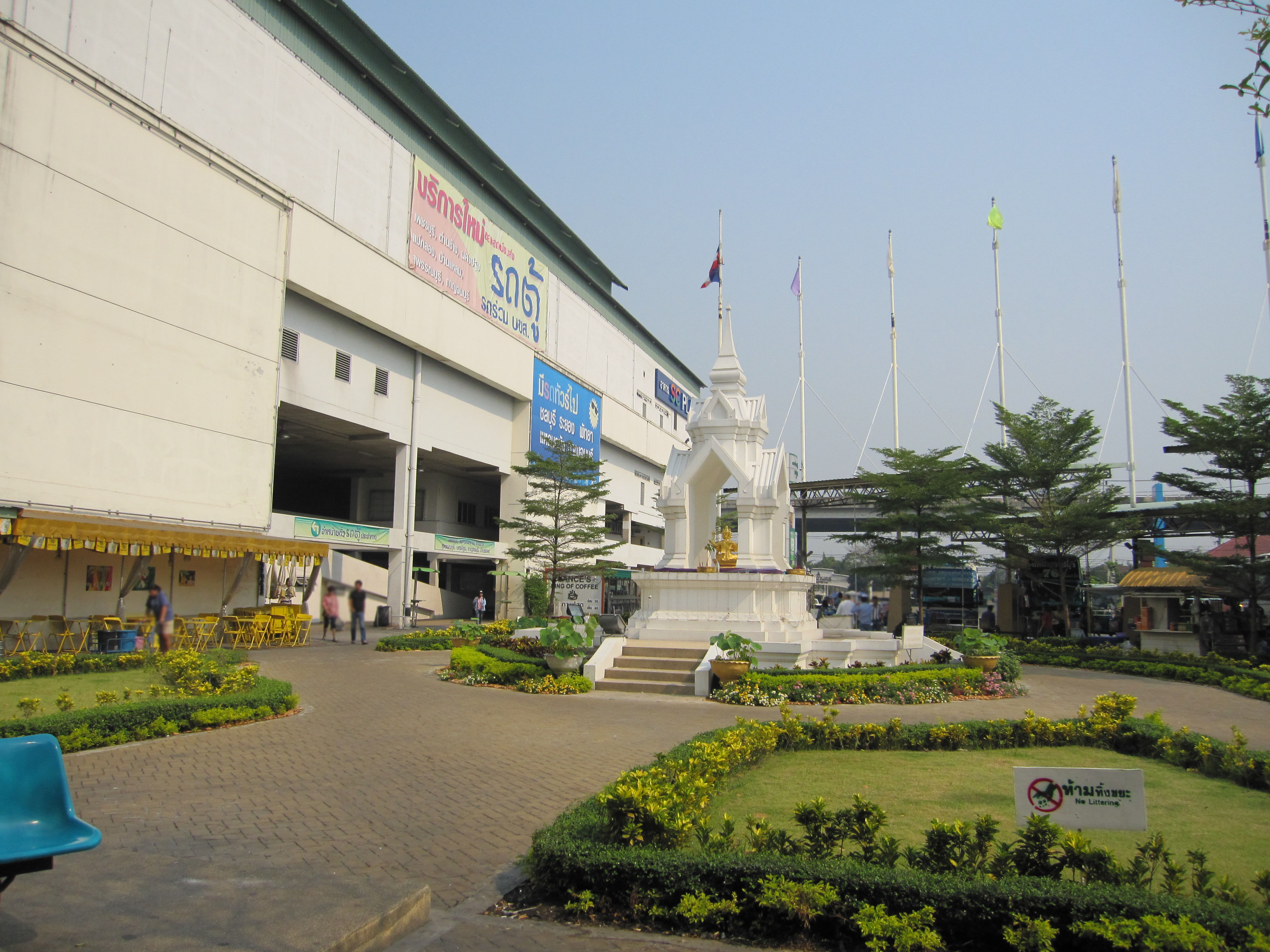
南バスターミナル広場

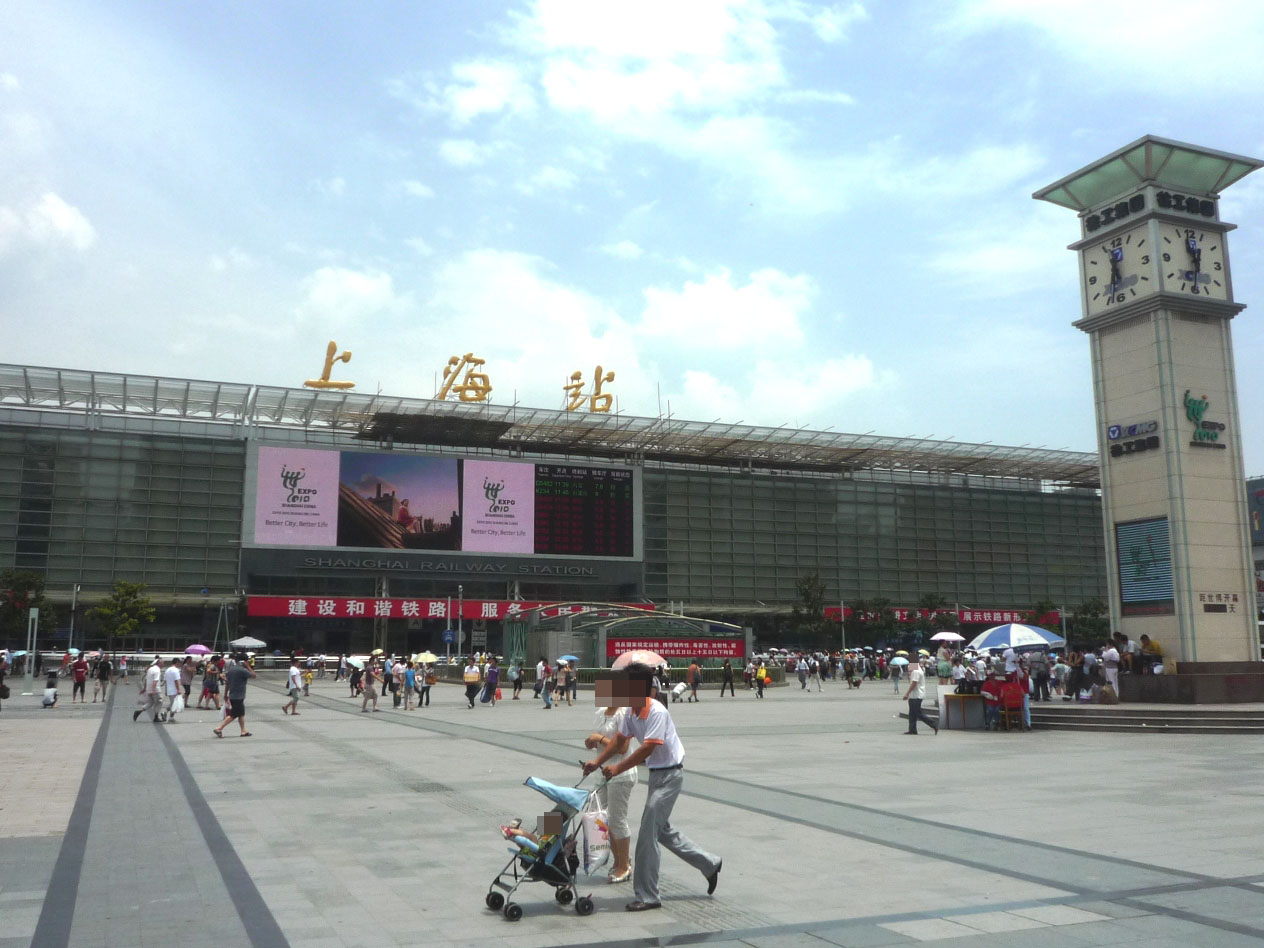
中華人民共和国上海市閘北区にある上海駅の南広場

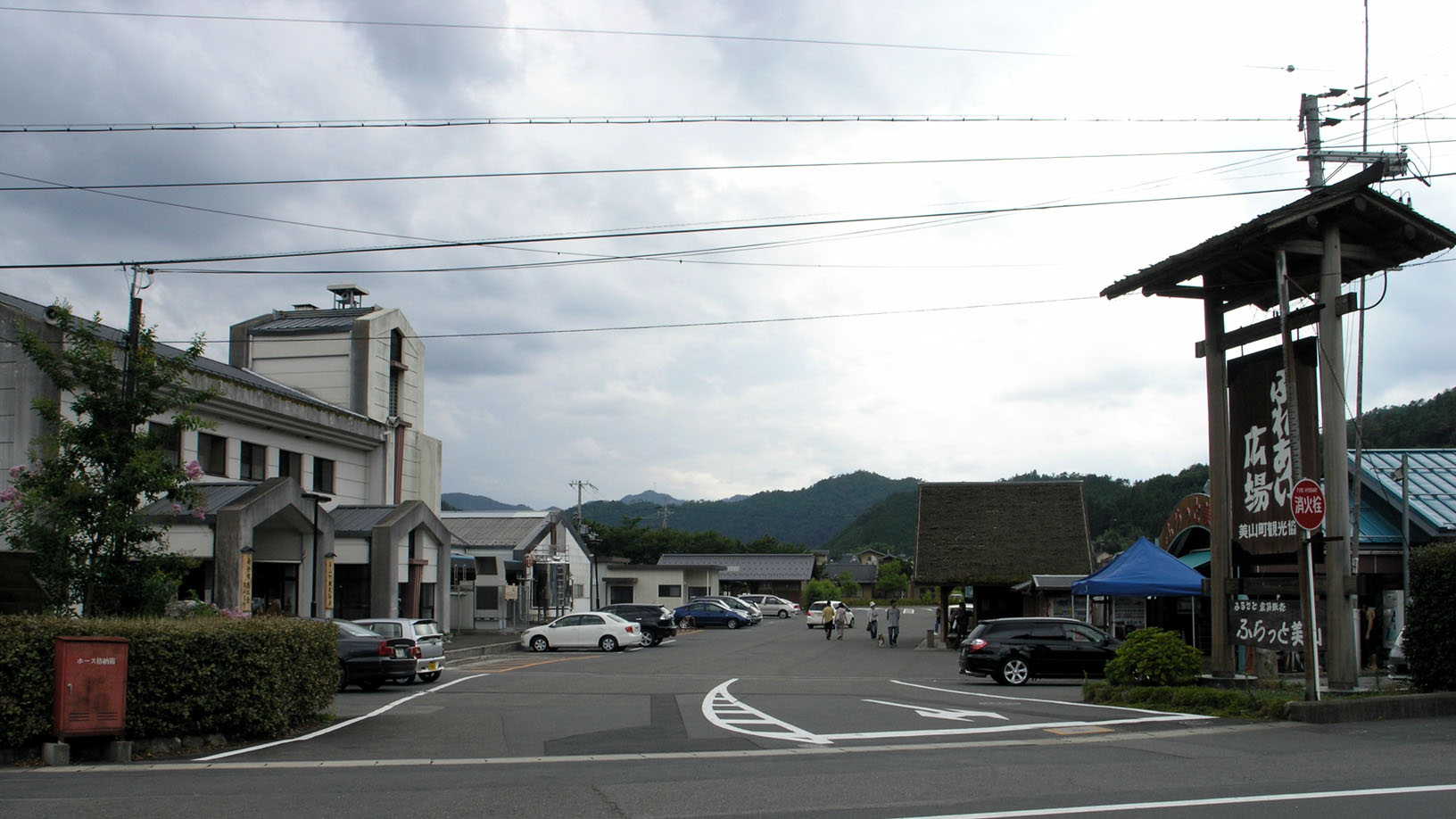
道の駅美山ふれあい広場

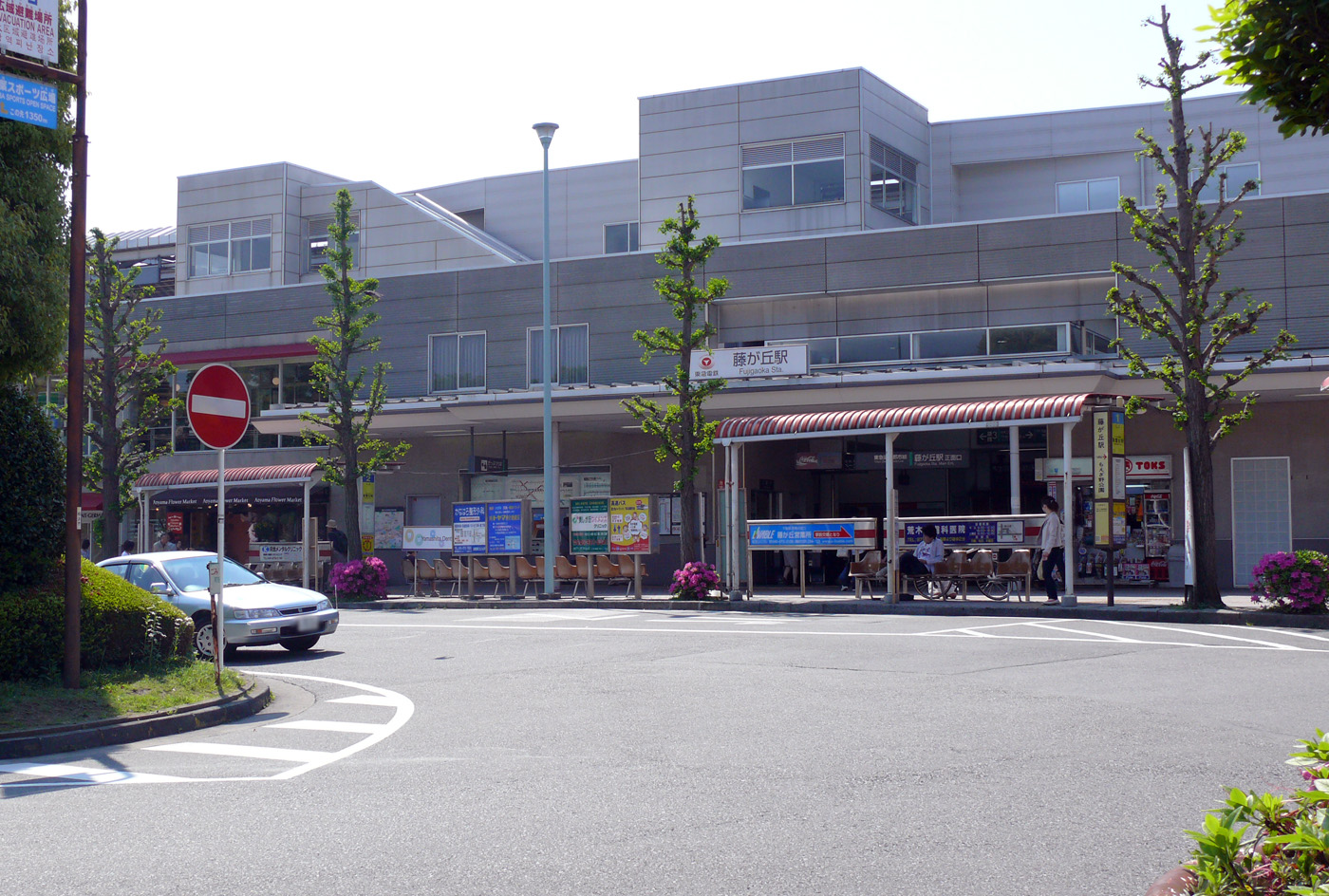
藤ヶ丘駅前広場

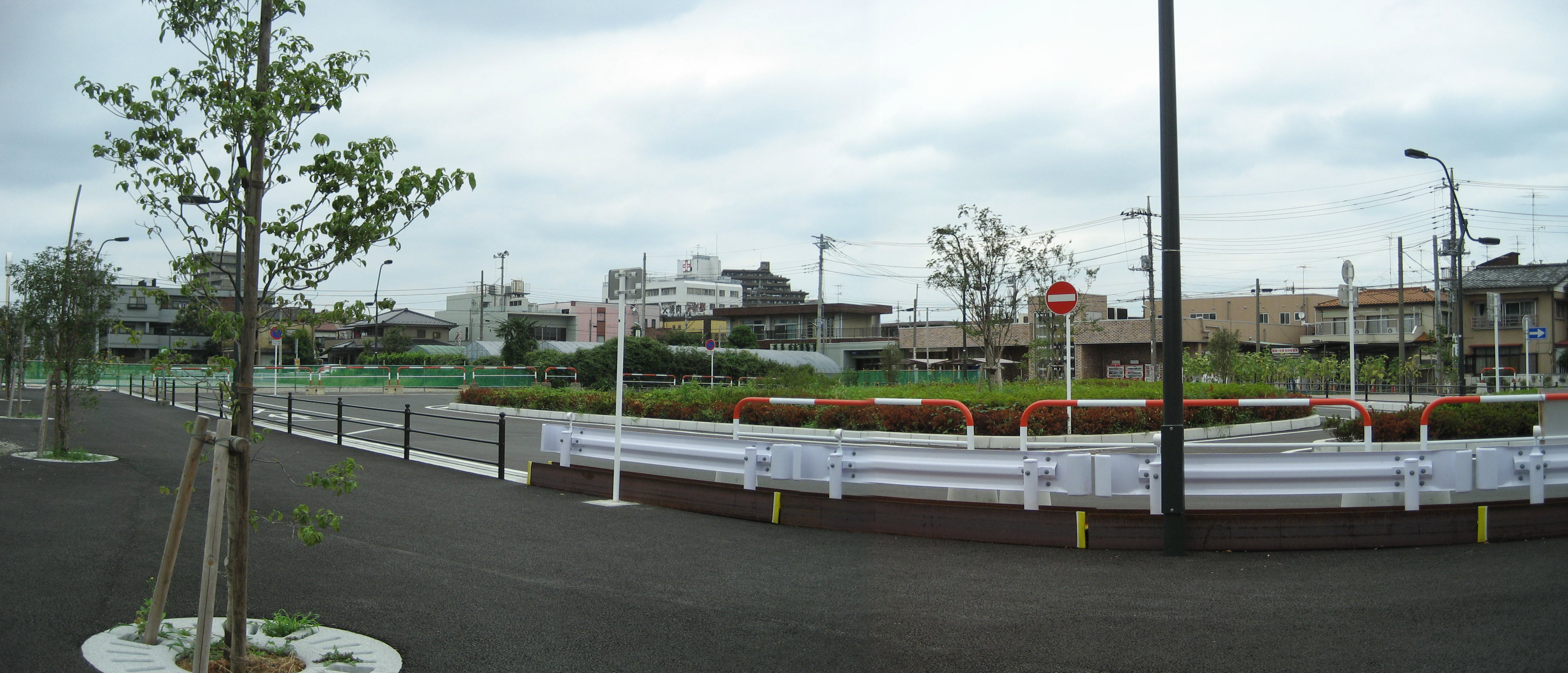
南鳩ヶ谷駅東口広場

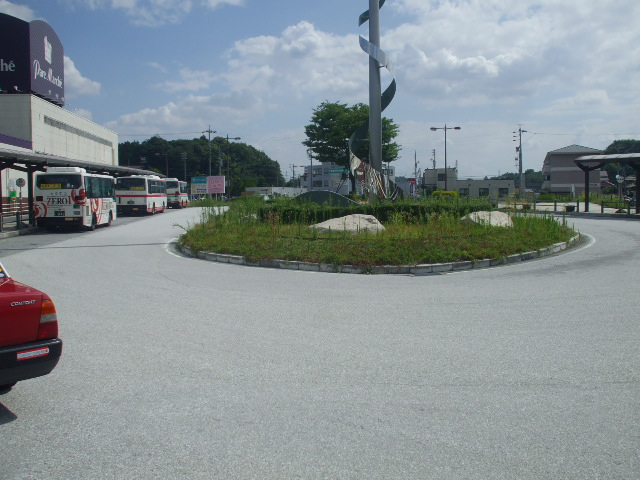
西可児駅前広場

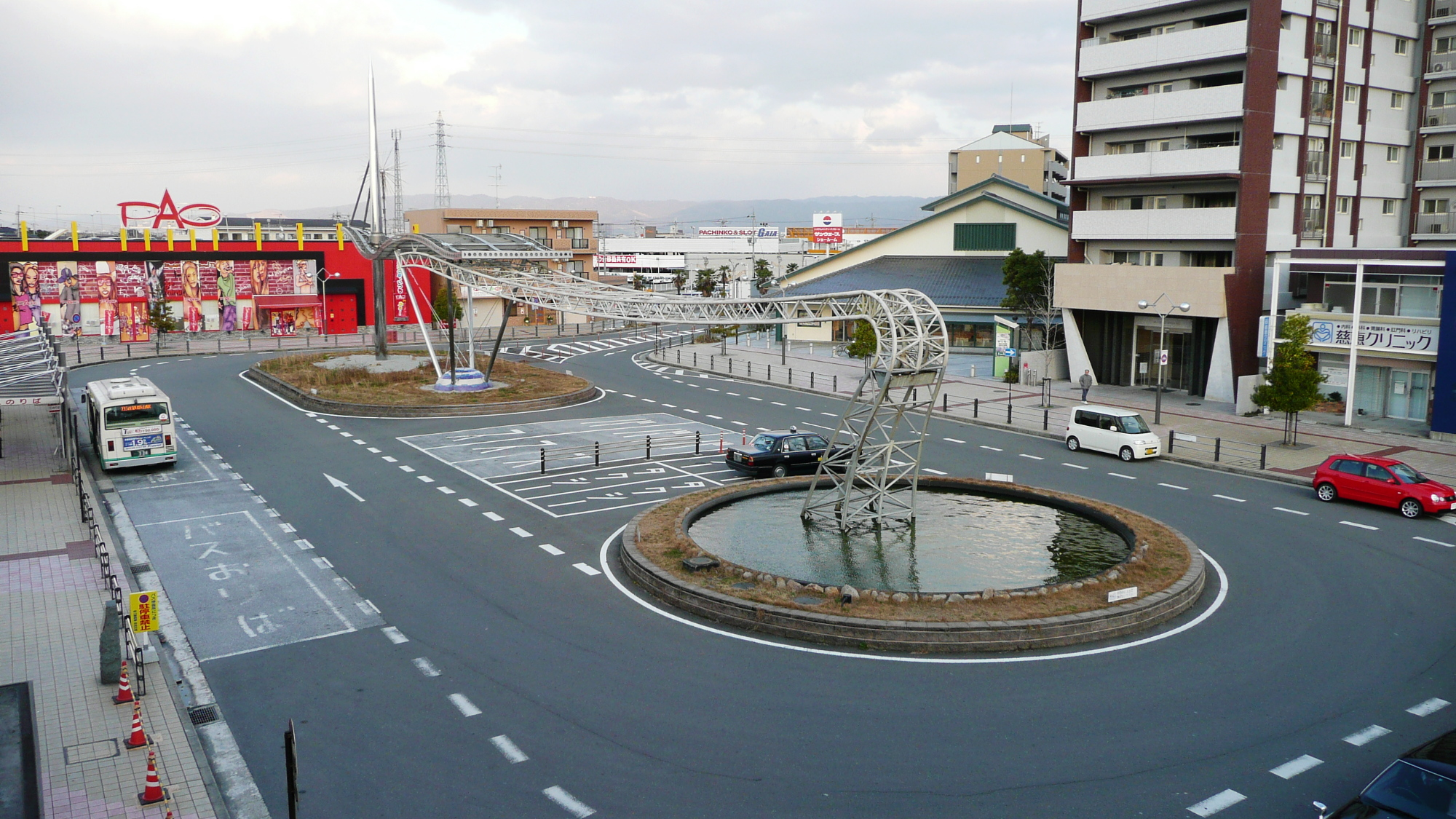
関西本線大和小泉駅東口駅前広場

### 広場の名がつく公園・園内広場
- 弘前公園 - レクリエーション広場
- 熊谷スポーツ文化公園 - Cグラウンド(多目的広場, 但し有料施設）
- 南津守さくら公園#スポーツ広場
- 三保駅跡地「三保ふれあい広場」
- 多摩川左岸側河川敷内多摩川緑地広場 - 東京都大田区
- 水の広場公園 - 東京都江東区有明三丁目、青海一丁目にある都立海上公園（東京都港湾局所管）
- 希望が丘公園多目的広場（Aコート・Bコート） - 茨城県小美玉市
- オアシス21#銀河の広場（吹抜公園）
- 大島小松川公園 （芝生の広場とスポーツ広場、自由の広場、季節の広場、風の広場
- 国営備北丘陵公園 大芝生広場
- 小金井公園いこいの広場 - 東京都小金井市ほか
- 愛・地球博記念公園 - メインスペース「イデアの広場」
- 潮風公園 噴水広場 - 東京都
- 21世紀の森と広場 - 千葉県松戸市にある公園
- 久屋大通公園#ロサンゼルス広場 - 名古屋市
- 徳島市民吉野川運動広場 - 吉野川の河川敷運動広場
- 大棚沢広場 - 神奈川県宮ヶ瀬湖畔にある
- スターの広場 - 芸能人の手形とサインを収めた浅草公会堂の玄関前
- 新潟市白根総合公園多目的広場 - 新潟県新潟市南区の新潟市白根総合公園内にある多目的グラウンド
- 豊川地域文化広場 - 愛知県豊川市桜ケ丘町にある公園
- 各務原スポーツ広場 - 岐阜県各務原市が管理・運営するテニスコート8面と多目的運動場（天然芝）からなるスポーツ施設
- 新潟市新津金屋運動広場 - 新潟県新潟市秋葉区金屋にある
- かさだ広場 - 岐阜県各務原市川島笠田町にある、国営木曽三川公園のひとつ
- 熊本県民総合運動公園屋内運動広場 - 熊本県熊本市東区平山町の熊本県民総合運動公園内にある、屋内多目的スポーツ施設
- 海陽多目的広場 - 愛知県蒲郡市海陽町1丁目にある運動公園（多目的広場）
- 新潟市新津金屋運動広場多目的グラウンド - 新潟県新潟市秋葉区金屋にある多目的グラウンド
- 徳島市民吉野川北岸運動広場 - 徳島県徳島市を流れる吉野川の河川敷運動広場
- 徳島市民島田運動広場 - 徳島県徳島市を流れる鮎喰川の河川敷運動広場
- 徳島県南部健康運動公園#多目的広場
- さぬき市野外音楽広場テアトロン - 香川県さぬき市の大串自然公園内にある多目的野外劇場
- 高知県立春野総合運動公園運動広場 高知県高知市春野町にある運動公園
- 総合レクリエーション公園#自由広場
- 万博記念公園 「お祭り広場」
- 熊本県民総合運動公園#屋内運動広場
- プロムナード公園滝の広場
- レンブラント広場 - オランダ・アムステルダムの公園
- 五四広場 - 中国山東省青島市の海浜公園

### 広場の名がつく施設
- エルフィンパーク交流広場 - 北海道北広島市中央6丁目にある交流施設
- 鶴居村多目的運動広場 - 北海道鶴居村鶴居東6丁目にあるサッカー場
- わくわく体験広場 - 愛知県小牧市にある自然および農業体験施設
- 中野多目的広場 - 神奈川県海老名市中野にある市立の施設
- テントみんなの広場 - NHK放送開始75周年事業の一環としてオープンしたNHKの公開スタジオ
- 六角堂広場 - 福岡県久留米市にある施設
- いこいの広場 - 静岡県掛川市にある市の総合スポーツ施設
- みんなの広場ふれあいホール - NHK放送センター（東京都渋谷区神南）にあるオープンスタジオ
- 中島スポーツ広場 - 愛知県小牧市にあるスポーツ施設
- テクノポート福井総合公園芝生大広場 - 福井県の運営するテクノポート福井総合公園内に所在する球技専用スタジアム
- 押切川公園スポーツ広場 - 喜多方市の総合運動公園である押切川公園内に立地する多目的スタジアム
- 星の広場天文台 - 静岡県静岡市清水区の清水船越堤公園の中にある天文台
- 栃木県総合運動公園球技広場 - 栃木県の運営する多目的球技場
- 鹿児島ふれあいスポーツランド - （EXスタジオクレー広場ふれあい広場林間スポーツ広場ジョギングコース噴水広場花の広場草そりの丘遊具広場渓流の散歩道親水広場） - 鹿児島県鹿児島市
- 川崎アゼリア#通路・広場
- 太閤山ランド入口広場、「ふしぎのポール」（芝生広場）
- CITICプラザ
- 荒川電車営業所#都電おもいで広場
- 加悦SL広場 - 京都府与謝野町加悦にあるカヤ興産が運営する鉄道保存展示施設
- なんばCITY地下1階「ロケット広場」 - 南海グループがこの広場を「なんばガレリア」と命名
- ホワイティうめだ泉の広場 - 大阪府大阪市北区
- 小松島ステーションパーク 多目的広場
- 若人の広場 - 兵庫県南あわじ市に存在する施設の名称
- 福岡市役所ふれあい広場
- 横浜赤レンガ倉庫 付近一帯は広場と公園を備える赤レンガパークとして整備
- 太田市運動公園自由広場 - 群馬県太田市にある多目的競技場
- 森と水のアウトドア体験広場 - 長野県駒ヶ根市と宮田村を隔てる大田切川上流左岸に位置
- 汐留博覧会ゼロスタ広場
- 信興広場 中華人民共和国の深?にある超高層ビル
- 大上海時代広場　中華人民共和国・上海市黄浦区、複合商業施設

### 広場の名のつく駅
- 市民広場駅 - 神戸市中央区港島中町六丁目にある神戸新交通ポートアイランド線の駅
- いこいの広場駅 - 静岡県掛川市細谷にある天竜浜名湖鉄道天竜浜名湖線の駅
- 妙見の水広場前駅 - 能勢電鉄妙見リフトの駅
- 道の駅うわじま きさいや広場 - 愛媛県宇和島市の国道320号沿いにある道の駅
- 道の駅大社ご縁広場
- 道の駅美山ふれあい広場 - 京都府南丹市美山町安掛市の国道162号にある道の駅
- ノーフォーク広場駅 - 福岡県北九州市門司区旧門司にある平成筑豊鉄道門司港レトロ観光線（やまぎんレトロライン）の駅
- サヴィニー広場駅 - ザヴィニー広場周辺の宅地開発を目的として造られた駅
- ポツダム広場駅またはポツダマー・プラッツ駅 - ベルリンミッテ区にある鉄道駅
- カタルーニャ広場駅
- アレクサンダー広場駅またはアレクサンダー・プラッツ駅 - ベルリン中心部のミッテ区のアレクサンダー広場にある鉄道駅
- 海珠広場駅 - 中華人民共和国広東省広州市越秀区にある広州地下鉄2号線・6号線の駅
- 番禺広場駅 - 中華人民共和国広東省広州市番禺区にある広州地下鉄3号線の駅
- 衛星広場駅 - 中華人民共和国吉林省長春市にある長春軌道交通3号線の駅
- 人民広場駅 (上海市) - 中華人民共和国上海市黄浦区にある上海軌道交通1号線・2号線・8号線の駅。
- 人民広場駅 (杭州市) - 中華人民共和国浙江省杭州市蕭山区にある杭州地下鉄2号線・5号線の駅。
- 人民広場駅 (大連市) - 中華人民共和国遼寧省大連市西崗区にある大連地下鉄2号線の建設中の駅。
- 人民広場駅 (重慶市) - 中華人民共和国重慶市にある重慶軌道交通4号線の計画中の駅。
- 人民広場駅 (貴陽市) - 中華人民共和国貴州省貴陽市にある貴陽軌道交通1号線の計画中の駅。

### 広場の名がつく店舗等
- 歌広場 カラオケ店舗
- ジャンボカラオケ広場 カラオケボックスチェーン
- スーパージャンボカラオケ広場 東愛産業が運営するカラオケ店
- 宝石広場 株式会社ユーズカンパニーが運営する宝石店
- まんが広場 漫画・インターネットカフェ
- タカヨシ - 株式会社タカヨシ、千葉県を中心に大型農産物直売所「わくわく広場」運営

### 広場の名がつく番組等
- 音楽の広場 1977年から1984年までNHK総合テレビジョンで放送されていたテレビ番組
- ショートショートの広場 講談社から発行されている、ショートショート集
- ポラーノの広場 宮沢賢治の短編小説（童話）
- ふれあい広場・サンデー九 札幌テレビ放送(STV)の社会福祉情報番組
- みんなの広場だ!わんパーク NHK教育子供向け番組
- 告白の噴水広場 Berryz工房の14枚目のシングル
- やまぐちFM広場 NHK山口放送局で放送しているリクエスト番組
- 提言の広場 山形経済同友会が企画・提供し、山形テレビ（YTS）で土曜日の朝に放送中の経済報道トーク番組
- コヴィントン広場 ジェイムズ・スウェアリンジェンが作曲した吹奏楽曲
- 若い広場 NHK教育テレビで放送された若者向け教養番組
- 青空天国いこいの広場 維新百年記念公園（山口県山口市）で開催されている親子向けイベント
- JAみどりの広場 秋田テレビで放送されているローカル情報番組
- スノーフェスティバルinあそ雪の広場 北海道石狩郡当別町阿蘇公園で2月の中旬から下旬にかけて行われる雪祭り
- 奥さま広場 TBS系列にて放送されていたテレビ番組
- 超世代統一広場 オジャング 毎日放送（MBSテレビ）で放送されたバラエティ番組
- 0時半です松坂屋ですカトレヤミュージックです 愛知県名古屋市中区の松坂屋本店南館「オルガン広場」の仮設サテライトスタジオでの公開放送